# بوتانوکو
بوتانوکو (به ایتالیایی: Bottanuco) یک کومونه در ایتالیا است که در استان برگامو واقع شده‌است.

## خصوصیات
بوتانوکو ۵٫۷ کیلومترمربع مساحت و ۴٬۸۷۴ نفر جمعیت دارد و ۲۲۲ متر بالاتر از سطح دریا واقع شده‌است.